# Dr. Rosin
Dr. Rosin ist ein filmischer, österreichischer Arztroman von Arthur De Glahs mit Alfred Schnayder in der Titelrolle.

## Handlung
Österreich im 19. Jahrhundert. Der junge Wiener Mediziner Dr. Rosin hat seine ersten praktischen Erfahrungen an der Seite seines berühmten ungarischen Kollegen Ignaz Semmelweis gesammelt. Dann führt ihn sein beruflicher Weg ins ferne Ausland: In der Türkei macht er sich einen Namen bei der Seuchenbekämpfung. Als seine Frau an Leukämie verstirbt, verlässt er seinen bisherigen Lebensmittelpunkt und zieht an die Riviera weiter, um sich dort von den seelischen Strapazen zu erholen. Er trifft eine verhängnisvolle Entscheidung und folgt einer Einladung in die Vereinigten Staaten. Dort gerät Rosin unter Großstadtgangster, ehe er weiterreist, um im Dunstkreis chinesischer Opiumhöhlen zu landen und dort mit dieser für ihn neuen Droge experimentiert. Dann kehrt er nach Europa zurück und endet vorerst in kaum minder anrüchigen Pariser Nachtlokalen. Nach 35 Jahren Abwesenheit findet sich Dr. Rosin schließlich wieder in seine Heimatstadt Wien ein, wo man ihn für seine medizinischen Leistungen in der Vergangenheit mit einer hohen akademischen Ehrung bedenkt. Hier schließt sich der Kreis des Getriebenen auf wundersam glückliche Weise.

## Produktionsnotizen
Der Anfang 1949 mit bescheidensten finanziellen Mitteln gedrehte Streifen wurde im Juli 1949 im Rahmen der Bregenzer Festspiele uraufgeführt. Angesichts katastrophaler Besprechungen im Herkunftsland lief Dr. Rosin nie in deutschen Kinos an.
Josef Deisinger übernahm die Produktionsleitung. Josef Kovar lieferte die Filmbauten, Hedy zum Tobel die Kostüme. Alfred Norkus und Max Vernooij zeichneten für den Ton verantwortlich.
Der Film wurde in weiten Passagen dialoglos gedreht, die erklärenden Texte vom Arzt als Erzähler aus dem Off eingesprochen. Damit, so war die Intention, sollten fremdsprachige Versionen leichter, also ohne aufwendige Nachsynchronisationen, hergestellt werden können.

## Kritiken
Die zeitgenössische Kritik ließ an dieser Billigproduktion kein einziges gutes Haar und bemängelte vor allem die dilettantische Machart sowie die kolportagehafte Story. Nachfolgend vier Beispiele:
Österreichs Weltpresse schrieb: “Diesem Film ging der makabre Ruf voraus, der schlechteste unter allen in den letzten vier Jahren in Österreich gedrehten zu sein. (…) Dieser Streifen übertrifft tatsächlich alles, was in dieser Branche bisher an Negativem geleistet wurde, und das will immerhin allerhand heißen! Der Inhalt ist so blühender Blödsinn, daß seine Erzählung einer billigen Verulkung des Films gleichkommen würde. Und gemacht ist das mit einem solchen jammervollen Dilettantismus, so banal, so primitiv, so arm und traurig in jeder, aber auch in jeder Hinsicht, daß man sich nicht recht ärgern kann, sondern daß einen jeden, dem der österreichische Film und seinem Ruf ein bißchen was bedeutet, das heulende Elend überkommen muß.”
Das kleine Volksblatt urteilte: “Es fehlt jede Läuterung des Helden, aus den Tiefen resultiert unter Ueberspringung alles Dazwischenliegenden ein wenig motiviertes Happy-End. Die mangelnde Logik, die den ganzen Film durchzieht, wirkt zum Schluß besonders störend. Man könnte einzelne krasse Szenen verzeihen, wenn die Führung der allgemeinen Handlung besser und der Zusammenhang begründeter wäre. Befriedigt die Handlung nicht, so ist durch die Darstellungskraft des Hauptdarstellers Alfred Schnayder und durch die gleichfalls vorzügliche übrige Besetzung gleichwohl ein künstlerischer Erfolg zu verzeichnen.”
Im Feldkircher Anzeiger ist schließlich zu lesen: “… der Film ist künstlerisch vollkommen mißglückt, offenbar mit geringen Mitten inszeniert, dazu in seinem Handlungsablauf so wenig überzeugend, überdies langweilig, musikalisch unbefriedigend und stellenweise von niedrigstem Kitschniveau … Der Hauptdarsteller, Burgschauspieler Schnayder, verrät zwar viel Können, aber die Regie läßt ihm wenig Entfaltungsmöglichkeit.”
Und schließlich exekutierte der Wiener Kurier den Film mit folgenden Worten: „”Dr. Rosin” nennt sich das neueste Fiasko des österreichischen Films, ein Machwerk, das als absoluter Tiefpunkt erscheinen könnte, wenn die Erfahrung nicht lehren würde, daß eine Begrenzung des Niveaus nach unten noch jeder Zeit durch Erzeugnisse der österreichischen Kinomuse unterboten werden kann.“